# Ligne 5 du métro de Mexico
Pour les articles homonymes, voir Ligne 5.
La ligne 5 est une des douze lignes du métro de Mexico, au Mexique.
Elle dessert 15,7 km de ligne et 13 stations.

## Histoire

### Chronologie
- 1977 : lancement des travaux de la ligne
- 19 décembre 1981 : mise en service de la ligne entre Consulado et Pantitlán
- 1er juillet 1982 : prolongement de La Raza à Consulado
- 30 août 1982 : prolongement de Politécnico à La Raza

### Liste des stations
- Politécnico
- Instituto del Petróleo
- Autobuses del Norte
- La Raza
- Misterios
- Valle Gómez
- Consulado
- Eduardo Molina
- Aragón
- Oceanía
- Terminal Aérea
- Hangares
- Pantitlán